# Championnat de Slovaquie de football 2023-2024
Navigation
Édition précédente Édition suivante
La saison 2023-2024 est la 31e édition du championnat de Slovaquie de football. Lors de cette saison, le ŠK Slovan Bratislava défend son titre face à 11 autres équipes.
Le ŠK Slovan Bratislava remporte son 14e titre lors de la 27ème journée.

## Organisation
Les douze clubs se rencontrent en matchs aller et retour, après la 22e journée le championnat est scindé en deux, les six premiers se retrouvent dans un mini-championnat en gardant les points acquis lors de la saison régulière pour déterminer le champion et les qualifications européennes.
Les six derniers se retrouvant dans un autre mini-championnat pour déterminer le barragiste qui affrontera le second de MONACObet Liga, et le club qui sera relégué,.
Trois places qualificatives pour les compétitions européennes seront attribuées par le biais du premier mini-championnat (1 place au premier tour de qualification de la Ligue des champions 2024-2025 et 2 places au premier tour de qualification de la Ligue Europa Conférence 2023-2024), ainsi qu'une autre place au premier tour de qualification de la Ligue Europa 2024-2025 pour le vainqueur de la Slovnaft Cup. Si le vainqueur de la Coupe de Slovaquie termine dans les trois premiers, alors des barrages sont organisés entre les équipes de la 4e à la 7e place pour une place européenne.

## Participants
| \| D. Streda Ružomberok Podbrezová S. Bratislava Košice Trnava Banská Bystrica Trenčín Z. Michalovce Z. Moravce Žilina Skalica \| Localisation des clubs. |
| D. Streda Ružomberok Podbrezová S. Bratislava Košice Trnava Banská Bystrica Trenčín Z. Michalovce Z. Moravce Žilina Skalica                               |

Légende des couleurs
- Premier tour de qualification de la Ligue des Champions 2023-2024
- Premier tour de qualification de la Ligue Europa 2023-2024
- Premier tour de qualification de la Ligue Europa Conférence 2023-2024
- Promu de deuxième division

| Club                        | Se maintient depuis | Classement 2022-2023 | Stade                     | Capacité théorique |
| --------------------------- | ------------------- | -------------------- | ------------------------- | ------------------ |
| ŠK Slovan Bratislava        | 2006                | 1er                  | Tehelné pole              | 22 500             |
| FC DAC 1904 Dunajská Streda | 2013                | 2e                   | MOL Aréna                 | 12 700             |
| FC Spartak Trnava           | 2002                | 3e                   | Stade Antona Malatinského | 19 200             |
| FK Železiarne Podbrezová    | 2022                | 4e                   | ZELPO Aréna               | 4 061              |
| FK Dukla Banská Bystrica    | 2022                | 5e                   | Štadión SNP               | 7 900              |
| MŠK Žilina                  | 1996                | 6e                   | Stade Pod Dubňom          | 11 313             |
| MFK Ružomberok              | 1997                | 7e                   | Stade Pod Čebraťom        | 4 817              |
| MFK Skalica                 | 2022                | 8e                   | Mestský štadión Skalica   | 1 500              |
| FK AS Trenčín               | 2011                | 9e                   | Stade na Sihoti           | 3 500              |
| MFK Zemplín Michalovce      | 2015                | 10e                  | Zemplin Stadion           | 4 440              |
| FC ViOn Zlaté Moravce       | 2010                | 11e                  | Stade FC ViOn             | 4 000              |
| FC Košice                   | 2023                | 1er D2               | Košická futbalová aréna   | 12 555             |

## Première phase
| Rang | Équipe                      | Pts | J  | G  | N | P  | Bp | Bc | Diff |
| ---- | --------------------------- | --- | -- | -- | - | -- | -- | -- | ---- |
| 1    | ŠK Slovan Bratislava T      | 57  | 22 | 18 | 3 | 1  | 57 | 16 | +41  |
| 2    | MŠK Žilina                  | 41  | 22 | 12 | 5 | 5  | 40 | 30 | +10  |
| 3    | FC Spartak Trnava           | 39  | 22 | 12 | 7 | 4  | 31 | 22 | +9   |
| 4    | FC DAC 1904 Dunajská Streda | 37  | 22 | 10 | 7 | 5  | 31 | 21 | +10  |
| 5    | FK Železiarne Podbrezová    | 34  | 22 | 10 | 4 | 8  | 40 | 34 | +6   |
| 6    | MFK Ružomberok              | 34  | 22 | 9  | 7 | 6  | 28 | 31 | -3   |
| 7    | FK AS Trenčín               | 34  | 22 | 9  | 7 | 6  | 31 | 23 | +8   |
| 8    | FK Dukla Banská Bystrica    | 34  | 22 | 9  | 7 | 6  | 38 | 30 | +8   |
| 9    | MFK Skalica                 | 23  | 22 | 6  | 5 | 11 | 19 | 25 | -6   |
| 10   | FC Košice P                 | 17  | 22 | 4  | 5 | 13 | 19 | 45 | -26  |
| 11   | MFK Zemplín Michalovce      | 10  | 22 | 1  | 7 | 14 | 19 | 42 | -23  |
| 12   | FC ViOn Zlaté Moravce       | 4   | 22 | 0  | 4 | 18 | 14 | 48 | -34  |

Qualifications
- 1er au 6e : Groupe championnat
- 7e au 12e : Groupe relégation

Abréviations
| Résultats (▼dom., ►ext.)                                   | DAC | DUK | KOŠ | POD | RUZ | SKA | SLO | TRN | TRE | ZMI | ZLM | ZIL |
| FC DAC Dunajská Streda                                     |     | 1-2 | 5-2 | 3-2 | 1-1 | 1-0 | 3-1 | 0-1 | 0-0 | 2-1 | 3-0 | 1-1 |
| FK Dukla Banská Bystrica                                   | 0-0 |     | 1-1 | 1-4 | 1-1 | 2-1 | 1-4 | 1-2 | 1-1 | 3-1 | 1-1 | 3-1 |
| FC Košice                                                  | 0-3 | 2-4 |     | 0-0 | 2-2 | 2-1 | 0-0 | 0-2 | 0-3 | 2-1 | 1-0 | 0-3 |
| FK Železiarne Podbrezová                                   | 0-0 | 2-2 | 5-3 |     | 5-0 | 1-0 | 0-6 | 1-2 | 2-2 | 2-1 | 1-0 | 2-0 |
| MFK Ružomberok                                             | 1-1 | 2-2 | 1-0 | 2-1 |     | 2-1 | 1-2 | 1-0 | 1-0 | 0-0 | 2-0 | 0-2 |
| MFK Skalica                                                | 0-1 | 0-3 | 1-0 | 3-0 | 1-0 |     | 1-2 | 0-0 | 0-0 | 2-1 | 2-0 | 1-1 |
| ŠK Slovan Bratislava                                       | 2-1 | 2-2 | 4-0 | 3-2 | 2-2 | 1-0 |     | 2-0 | 2-0 | 5-1 | 4-1 | 2-0 |
| FC Spartak Trnava                                          | 1-2 | 2-0 | 3-0 | 2-0 | 2-2 | 2-0 | 1-2 |     | 1-2 | 1-0 | 1-0 | 0-2 |
| FK AS Trenčín                                              | 1-0 | 1-0 | 4-1 | 1-2 | 4-1 | 0-0 | 0-2 | 2-3 |     | 2-0 | 4-1 | 0-0 |
| MFK Zemplín Michalovce                                     | 0-0 | 0-3 | 0-2 | 1-5 | 0-1 | 1-1 | 0-2 | 3-4 | 0-0 |     | 4-1 | 1-1 |
| FC ViOn Zlaté Moravce                                      | 0-2 | 0-2 | 1-1 | 0-2 | 2-4 | 0-1 | 0-3 | 1-1 | 1-2 | 2-2 |     | 1-2 |
| MŠK Žilina                                                 | 5-1 | 1-4 | 1-0 | 2-1 | 3-1 | 5-3 | 0-4 | 1-0 | 5-2 | 1-1 | 3-2 |     |
| - Victoire à domicile - Match nul - Victoire à l'extérieur |     |     |     |     |     |     |     |     |     |     |     |     |

## Deuxième phase

### Groupe championnat
| Rang | Équipe                      | Pts | J  | G  | N  | P  | Bp | Bc | Diff |
| ---- | --------------------------- | --- | -- | -- | -- | -- | -- | -- | ---- |
| 1    | ŠK Slovan Bratislava T      | 73  | 32 | 23 | 4  | 5  | 76 | 31 | +45  |
| 2    | FC DAC 1904 Dunajská Streda | 58  | 32 | 16 | 10 | 6  | 49 | 32 | +17  |
| 3    | FC Spartak Trnava           | 57  | 32 | 18 | 3  | 11 | 47 | 29 | +18  |
| 4    | MŠK Žilina                  | 55  | 32 | 16 | 7  | 9  | 54 | 45 | +9   |
| 5    | MFK Ružomberok C            | 47  | 32 | 12 | 11 | 9  | 38 | 43 | -5   |
| 6    | FK Železiarne Podbrezová    | 37  | 32 | 11 | 4  | 17 | 49 | 60 | -11  |

Qualifications européennes
Ligue des champions 2024-2025
- 1er : premier tour de qualification

Ligue Europa 2024-2025 - C : premier tour de qualification

Ligue Europa Conférence 2024-2025 - 2e et 3e : premier tour de qualification

Abréviations
| Résultats (▼dom., ►ext.)                                   | SLO | ŽIL | TRN | DAC | POD | RUŽ |
| ŠK Slovan Bratislava                                       |     | 0-0 | 0-2 | 2-3 | 5-1 | 2-1 |
| MŠK Žilina                                                 | 5-3 |     | 1-0 | 2-1 | 0-0 | 3-1 |
| FC Spartak Trnava                                          | 1-2 | 3-0 |     | 1-0 | 1-0 | 5-0 |
| FC DAC Dunajská Streda                                     | 0-3 | 2-3 | 2-0 |     | 0-0 | 3-2 |
| FK Železiarne Podbrezová                                   | 0-1 | 1-1 | 2-1 | 1-1 |     | 3-2 |
| MFK Ružomberok                                             | 2-1 | 0-3 | 0-2 | 1-2 | 0-2 |     |
| - Victoire à domicile - Match nul - Victoire à l'extérieur |     |     |     |     |     |     |

### Groupe relégation
| Rang | Équipe                   | Pts | J  | G  | N  | P  | Bp | Bc | Diff |
| ---- | ------------------------ | --- | -- | -- | -- | -- | -- | -- | ---- |
| 7    | FK Dukla Banská Bystrica | 51  | 32 | 14 | 9  | 9  | 50 | 41 | +9   |
| 8    | FK AS Trenčín            | 49  | 32 | 13 | 10 | 9  | 48 | 34 | +14  |
| 9    | MFK Skalica              | 40  | 32 | 11 | 7  | 14 | 35 | 38 | -3   |
| 10   | FC Košice                | 27  | 32 | 7  | 6  | 19 | 27 | 56 | -29  |
| 11   | MFK Zemplín Michalovce   | 27  | 32 | 6  | 9  | 17 | 29 | 48 | -19  |
| 12   | FC ViOn Zlaté Moravce    | 12  | 32 | 2  | 6  | 24 | 21 | 66 | -45  |

Relégation en deuxième division
- 11e : barrages de relégation
- 12e : relégation

Abréviations
P : Promu de deuxième division
| Résultats (▼dom., ►ext.)                                   | TRE | DUK | SKA | KOŠ | ZMI | ZLM |
| FK AS Trenčín                                              |     | 4-2 | 2-2 | 2-1 | 0-1 | 0-0 |
| FK Dukla Banská Bystrica                                   | 2-0 |     | 1-3 | 1-2 | 1-0 | 4-0 |
| MFK Skalica                                                | 1-2 | 0-4 |     | 1-0 | 0-0 | 4-1 |
| FC Košice                                                  | 0-1 | 0-0 | 1-2 |     | 2-0 | 0-2 |
| MFK Zemplín Michalovce                                     | 2-0 | 0-0 | 1-3 | 1-1 |     | 3-0 |
| FC ViOn Zlaté Moravce                                      | 0-1 | 2-2 | 1-0 | 1-2 | 0-2 |     |
| - Victoire à domicile - Match nul - Victoire à l'extérieur |     |     |     |     |     |     |

## Barrages de relégation
| Équipe 1          | Résultat | Équipe 2               | Aller | Retour |
| ----------------- | -------- | ---------------------- | ----- | ------ |
| FC Petržalka (D2) | 2 - 3    | MFK Zemplín Michalovce | 2 - 1 | 0 - 2  |

Légende des couleurs
- Le club se maintient en première division.
- Le club reste en deuxième division.

## Bilan de la saison
| Championnat de Slovaquie de football 2023-2024                        |                                  |
| Champion                                                              | ŠK Slovan Bratislava (14e titre) |
| Coupes et trophées                                                    |                                  |
| Vainqueur de la Coupe de Slovaquie 2023-2024                          | MFK Ružomberok                   |
| Qualifications continentales                                          |                                  |
| Ligue des champions 2024-2025                                         | ŠK Slovan Bratislava             |
| Ligue Europa 2024-2025                                                | MFK Ružomberok                   |
| Ligue Conférence 2024-2025                                            | FK DAC 1904 Dunajská Streda      |
| Ligue Conférence 2024-2025                                            | FC Spartak Trnava                |
| Promotions et relégations                                             |                                  |
| Promus en Championnat de Slovaquie de football                        | KFC Komárno                      |
| Relégués en Championnat de Slovaquie de football de deuxième division | FC ViOn Zlaté Moravce            |